# Massacre de Laiza
Le massacre de Laiza est survenu le 9 octobre 2023 lorsque l'armée birmane a lancé une attaque d'artillerie visant un camp de personnes déplacées près de Laiza, une ville du nord de la Birmanie qui sert de capitale à la Kachin Independence Army (KIA). Lors du massacre,, plus de 29 civils ont été tués et 57 ont été blessés. L'incident s'est produit avant l'anniversaire de la frappe aérienne de l'armée de l'air birmane à Hpakant qui a tué au moins 80 civils ainsi que d'autres responsables et soldats du KIO (en) le 23 octobre 2022.

## Contexte
La guerre civile en Birmanie a éclaté en 2021 à la suite du coup d'État de 2021, au cours duquel le Tatmadaw a destitué le gouvernement civil dirigé par Aung San Suu Kyi. Des groupes rebelles minoritaires à travers le pays, qui combattaient tous des insurrections de faible niveau contre le gouvernement depuis l'indépendance de la Birmanie en 1948, se sont rebellés aux côtés de groupes civils anti-junte. L'un des groupes qui se sont rebellés était la Kachin Independence Army de l'État Kachin, qui contrôlait la capitale de l'État, Laiza. 400 personnes vivaient à Mung Lai Hkyet avant l'attaque.

## Massacre
La frappe aérienne a eu lieu vers 23 h 30, heure locale, dans le camp de réfugiés de Mung Lai Hkyet, dans le nord de Laiza. Le colonel Naw Bu, porte-parole de la KIA, a déclaré qu'on ne sait pas comment l'attaque a été menée, car le bruit d'un avion à réaction n'a pas été entendu au-dessus de nous avant l'attaque. Bu a déclaré que lors de l'attaque, 29 personnes avaient été tuées, dont 11 enfants de moins de 16 ans, et 57 autres blessées. Kachin Human Rights Watch a donné un bilan différent, de 19 adultes tués et 13 enfants tués. Le camp, qui comptait environ 100 foyers au moment de l'attaque, a été "effectivement détruit". Bu a également déclaré que la recherche des personnes disparues se poursuivait.

## Réactions
- Un porte-parole du secrétaire général des Nations Unies, António Guterres, s'est dit alarmé par les informations faisant état de meurtres et a déclaré qu'il "condamne toutes les formes de violence, y compris l'intensification des attaques militaires à travers le pays, qui continuent d'alimenter l'instabilité régionale"[9].
- Le Département d'État des États-Unis a déclaré : "Nous sommes profondément préoccupés par les informations faisant état d'une attaque militaire birmane contre un camp de personnes déplacées près du village de Mung Lai Hkyet dans l'État Kachin le 9 octobre"[10].
- La France a dénoncé l'attaque, la qualifiant de massacre et déclarant qu'elle constituait "une preuve supplémentaire du mépris total des forces de sécurité de la Birmanie pour le droit international humanitaire".
- Le NUG a condamné l'attaque, la qualifiant de "crime de guerre et crime contre l'humanité".
- La junte a nié toute responsabilité, mais a affirmé que des explosions auraient pu se produire dans une zone utilisée comme stockage par la KIA. La KIA a dénoncé ces affirmations.
- L'ASEAN est profondément préoccupée et condamne cet attentat[11]. Les Affaires étrangères de la junte ont déclaré que la déclaration de l'ASEAN était trompeuse[12].